# 15e étape du Tour de France 2005
Pour un article plus général, voir Tour de France 2005.
La 15e étape du Tour de France 2005 s'est déroulée le 17 juillet 2005 entre Lézat-sur-Lèze et Pla d'Adet, sommet de Saint-Lary-Soulan sur une longueur de 205,5 km. Elle est considérée comme la plus difficile du tour, avec 5 cols dont 4 de 1re catégorie des Pyrénées et une arrivée en altitude sur un col classé hors catégorie.
Après 30 km de course un groupe de 14 coureurs parvient à prendre le large, dont George Hincapie, Pietro Caucchioli, Michael Boogerd, Óscar Pereiro, Erik Dekker et Laurent Brochard. L'équipée ne disposant pas de leaders au classement général, les échappés peuvent prendre de l'avance sur le peloton. Ils parviennent à un écart de 18 min 45 au Col de Menté. Au troisième col, le col du Portillon, l'échappée parvient à conserver un écart de 16 min 45.
Au col de Peyresourde reste encore 6 coureurs en tête avec 16 min d'avance. À la montée du col de Val-Louron-Azet le peloton principal se casse sous l'impulsion de Lance Armstrong. Seul Ivan Basso et un peu après Jan Ullrich parviennent à suivre le train de Lance Armstrong. À 10 km de l'arrivée les échappés ont encore une avance de 7 min 35.
Au début de la dernière ascension du Pla d'Adet, Ivan Basso tente une échappée mais Lance Armstrong parvient à la parer, alors que Jan Ullrich est distancé. En tête de course un groupe de 4 coureurs comprenant Hincapie, Caucchioli, Boogerd et Pereiro se battent pour la victoire d'étape. À 3 km de l'arrivée reste encore en tête George Hincapie et Óscar Pereiro et c'est dans les 250 derniers mètres que Hincapie, compatriote et fidèle coéquipier de Lance Armstrong dans l'équipe cycliste Discovery Channel, parvient à distancer Pereiro et à l'emporter avec 6 secondes d'avance.
Basso et Armstrong arrivent après 5 minutes, suivi par Ullrich et Michael Rasmussen à 30 secondes. Le septième tour de France de Lance Armstrong semble acquis tellement il domine la compétition.
Les victoires de George Hincapie de 2004 à 2006 ont été retirées en 2012 à la suite des aveux de dopage.

## Sprints intermédiaires
1er sprint intermédiaire à Clermont (37 km)
| Premier   | Allan Davis, 6 pts. et 6 s       |
| Second    | Pietro Caucchioli, 4 pts. et 4 s |
| Troisième | Mikel Astarloza, 2 pts. et 2 s   |

2e sprint intermédiaire à Argein (69,5 km)
| Premier   | Alessandro Bertolini, 6 pts. et 6 s |
| Second    | Pietro Caucchioli, 4 pts. et 4 s    |
| Troisième | Allan Davis, 2 pts. et 2 s          |

## Classement du maillot à pois de la montagne
Col de Portet d'Aspet Catégorie 2 (85 km)
| Premier   | Erik Dekker, 10 pts.      |
| Second    | Pietro Caucchioli, 9 pts. |
| Troisième | Michael Boogerd, 8 pts.   |
| Quatrième | Óscar Pereiro, 7 pts.     |
| Cinquième | Karsten Kroon, 6 pts.     |
| Sixième   | Laurent Brochard, 5 pts.  |

Col de Menté Catégorie 1 (100,5 km)
| Premier   | Erik Dekker, 15 pts.       |
| Second    | Karsten Kroon, 13 pts.     |
| Troisième | Michael Boogerd, 11 pts.   |
| Quatrième | Óscar Pereiro, 9 pts.      |
| Cinquième | Pietro Caucchioli, 8 pts.  |
| Sixième   | Óscar Sevilla, 7 pts.      |
| Septième  | Allan Davis, 6 pts.        |
| Huitième  | Rubens Bertogliati, 5 pts. |

Col du Portillon Catégorie 1 (137,5 km)
| Premier   | Karsten Kroon, 15 pts.    |
| Second    | Michael Boogerd, 13 pts.  |
| Troisième | Óscar Pereiro, 11 pts.    |
| Quatrième | Pietro Caucchioli, 9 pts. |
| Cinquième | Allan Davis, 8 pts.       |
| Sechster  | Óscar Sevilla, 7 pts.     |
| Siebter   | George Hincapie, 6 pts.   |
| Achter    | Iker Camaño, 5 pts.       |

Col de Peyresourde Catégorie 1 (162 km)
| Premier   | Laurent Brochard, 15 pts. |
| Second    | Michael Boogerd, 13 pts.  |
| Troisième | Óscar Pereiro, 11 pts.    |
| Quatrième | Óscar Sevilla, 9 pts.     |
| Cinquième | George Hincapie, 8 pts.   |
| Sechster  | Pietro Caucchioli, 7 pts. |
| Siebter   | Allan Davis, 6 pts.       |
| Achter    | Iker Camaño, 5 pts.       |

Col de Val-Louron-Azet Catégorie 1 (182,5 km)
| Premier   | Laurent Brochard, 15 pts. |
| Second    | Óscar Pereiro, 13 pts.    |
| Troisième | Michael Boogerd, 11 pts.  |
| Quatrième | George Hincapie, 9 pts.   |
| Cinquième | Pietro Caucchioli, 8 pts. |
| Sixième   | Óscar Sevilla, 7 pts.     |
| Septième  | Allan Davis, 6 pts.       |
| Huitième  | Iker Camaño, 5 pts.       |

Pla d'Adet "Hors catégorie" (205,5 km)
| Premier   | George Hincapie, 40 pts.   |
| Second    | Óscar Pereiro, 36 pts.     |
| Troisième | Pietro Caucchioli, 32 pts. |
| Quatrième | Michael Boogerd, 28 pts.   |
| Cinquième | Laurent Brochard, 24 pts.  |
| Sixième   | Ivan Basso, 20 pts.        |
| Septième  | Lance Armstrong, 16 pts.   |
| Huitième  | Óscar Sevilla, 14 pts.     |
| Neuvième  | Jan Ullrich, 12 pts.       |
| Dixième   | Michael Rasmussen, 10 pts. |